# Philadelphia Flyers
Philadelphia Flyers är en amerikansk ishockeyorganisation vars lag är baserat i Philadelphia i  Pennsylvania, och har varit medlemsorganisation i National Hockey League (NHL) sedan den 9 februari 1966 då organisationen bildades. Lagets hemmaarena är Xfinity Mobile Arena och invigdes den 13 augusti 1996 med namnet Corestates Center. Laget spelar i Metropolitan Division tillsammans med Carolina Hurricanes, Columbus Blue Jackets, New Jersey Devils, New York Islanders, New York Rangers, Pittsburgh Penguins och Washington Capitals.
Flyers hade en storhetstid under 1970-talet då de fick smeknamnet "Broad Street Bullies", mycket på grund av det brutala spel de spelade. De vann då Stanley Cup för säsongerna 1973–1974 och 1974–1975. De har haft en del namnkunniga spelare genom åren som bland andra Bobby Clarke, Eric Lindros, Bernie Parent, Bill Barber, Pelle Lindbergh, Brian Propp, John LeClair, Claude Giroux, Rod Brind'Amour, Mark Recchi, Mark Howe, Reggie Leach, Darryl Sittler, Rick MacLeish, Rick Tocchet och Ken Linseman.

## Historia

### 60-talet
Philadelphia Flyers gick med i NHL 1967. Det var första gången på 40 år som nya lag gick med. Ett annat av de sex nya lagen var St. Louis Blues. De gamla lagen, kallade Original Six favoriserades av NHL. Philadelphia Flyers spelade i Western Division tillsammans med de andra ny lagen. Flyers bäste målskytt var Leon Rochefort som gjorde 21 mål. I slutspelet förlorade de mot St. Louis Blues i kvartsfinalen.
- 1968 – Förlorade i första ronden mot St. Louis Blues med 4–3 i matcher.
- 1969 – Förlorade i första ronden mot St. Louis Blues med 4–0 i matcher.

### 70-talet
I början av 1970-talet höll Philadelphia jämna steg med Original Six och de nya lagens första superstjärna blev Bobby Clarke. Flyers spelade väldigt hårt och kallades för The Broad Street Bullies. Under den första Stanley Cup-vinnarsäsongen, 1973-1974, nådde över sju spelare 100 utvisningsminuter på en säsong. Värst var Dave 'The Hammer' Schultz som var utvisad 348 minuter, lika mycket som sex hela matcher. Flyers vann finalen mot Boston Bruins med 4-2 i matcher.
Säsongen 1974-1975 försvarade Flyers Stanley Cup mot Buffalo Sabres med 4-2 i matcher. Under säsongen slog Schultz rekordet för utvisningar med 472 minuter. Året efter förlorades Stanley Cup till Montreal Canadiens med 4-0 i matcher.
- 1970 – Missade slutspel.
- 1973 – Förlorade i andra ronden mot Montreal Canadiens med 4–1 i matcher.
- 1974 – Vann finalen mot Boston Bruins med 4-2 i matcher.
  - Barry Ashbee, Bill Barber, Tom Bladon, Bobby Clarke (C), Bill Clement, Bruce Cowick, Terry Crisp, Gary Dornhoefer, André Dupont, Bill Flett, Bob Kelly, Ross Lonsberry, Orest Kindrachuk, Al MacAdam, Rick MacLeish, Simon Nolet, Bernie Parent, Don Saleski, Dave Schultz, Bobby Taylor, Ed Van Impe, Jimmy Watson & Joe Watson – Fred Shero
- 1975 – Vann finalen mot Buffalo Sabres med 4-2 i matcher.
  - Bill Barber, Tom Bladon, Bobby Clarke (C), Bill Clement, Terry Crisp, Gary Dornhoefer, Andre Dupont, Bill Flett, Larry Goodenough, Ted Harris, Bob Kelly, Reggie Leach, Ross Lonsberry, Orest Kindrachuk, Rick MacLeish, Simon Nolet, Bernie Parent, Don Saleski, Dave Schultz, Wayne Stephenson, Bobby Taylor, Ed Van Impe, Jimmy Watson & Joe Watson – Fred Shero
- 1976 – Förlorade i finalen mot Montreal Canadiens med 4–0 i matcher.
- 1979 – Förlorade i andra ronden mot New York Rangers med 4–1 i matcher.

### 80-talet
1979-1980 spelade Flyers återigen final, den här gången mot New York Islanders. Bob Nystrom slog in det avgörande målet i match sex. Flyers poängliga vanns av Ken Linseman.
1984-1985 gick Flyers till final igen. I mål stod svenske målvakten Pelle Lindbergh och de mest framstående anfallarna var Tim Kerr och Brian Propp, som båda gjorde över 40 mål i grundserien. Edmonton Oilers vann med 4-1 i matcher. I november 1985 omkom Pelle Lindbergh i en bilolycka.
1986-1987 spelade Flyers sin sjätte final på 13 år, den här gången mot Edmonton Oilers. Ny målvakt var Ron Hextall. Flyers förlorade med 4-3 mot Wayne Gretzkys Edmonton Oilers.
- 1980 – Förlorade i finalen mot New York Islanders med 4–2 i matcher.
- 1989 – Förlorade i tredje ronden mot Montreal Canadiens med 4–2 i matcher.

### 90-talet
1991 draftade dåvarande Quebec Nordiques (idag Colorado Avalanche) Eric Lindros, "The Next One". Men Lindros vägrade spela för Quebec och det ledde till den största spelaraffären någonsin i NHL:s historia, Lindros-affären. Quebec bytte bort Lindros till Philadelphia Flyers. Åt andra hållet gick flera spelare, som till exempel Peter Forsberg, Mike Ricci, Steve Duchesne samt 15 miljoner dollar. 
10 år efter den senaste finalen, 1996-1997,  spelade Philadelphia sin sjunde final ledda av Legion of Doom-kedjan med John LeClair, Eric Lindros och Mikael Renberg. Detroit Red Wings vann med 4-0 i matcher.
- 1990 – Missade slutspel.
- 1999 – Förlorade i första ronden mot Toronto Maple Leafs med 4–2 i matcher.

### 00-talet
Under 2000-talet hade Philadelphia Flyers ett av de bättre förhandstippade lagen men nådde aldrig hela vägen fram till Stanley Cup-final.
Den 5 mars 2004 blev Flyers det första laget exklusive Original Six som nådde 10 000 mål. I samma match, mot Ottawa Senators satte klubbarna nytt NHL-rekord i antalet utvisningsminuter, 419 minuter.
Den 3 augusti 2005 gjorde Philadelphia Flyers ett mycket uppmärksammat nyförvärv, när de kontrakterade Peter Forsberg för två år. Forsberg får därmed till slut spela för den klubb som draftade honom 1991. I Lindros-affären byttes han bort till Quebec Nordiques/Colorado Avalanche. På grund av att det nya lönetaket (som kom till i det nya kollektivavtalet efter 2004-2005) överskreds, bytte man bort stjärnan Jeremy Roenick till Los Angeles Kings för att man skulle komma under lönetaket. I och med värvandet av Forsberg, Derian Hatcher och Mike Rathje.
Säsongen 2005-2006 var Flyers framgångsrika, man hade en av ligans främsta kedjor med Simon Gagne, Peter Forsberg och Mike Knuble. Dessa backades upp av unga forwards som Jeff Carter, Mike Richards och R.J. Umberger hade nya regler införts, som skulle främja snabbt och offensivt spel. Flyers, med sitt traditionellt tunga och fysiska spel, hade stundtals problem med att hänga med och drog på sig utvisningar. 
Detta problem skulle nå sin kulmen säsongen därpå, 2006-2007, då laget gjorde en störtdykning jämfört med föregående år. Philadelphia Flyers hade fortfarande inte tagit till sig det "nya NHL", och resultatet var förödande. De tidigare så hyllade nyförvärven Rathje och Hatcher hade uppenbart svårt att hänga med motståndarnas snabba forwards - och var inte ensamma. Tidigare hade laget kunnat använda sitt fysiska spel och haka i större utsträckning, men när domarnivån sänktes ledde det ofta till utvisningar. Dessutom var offensiven inte lika bra som tidigare: Peter Forsberg var ofta skadad, och utan honom fick Gagne och Knuble svårare att producera. I mål kämpade Robert Esche och Antero Niittymäki och platsen som förstemålvakt - och båda var mycket ojämna. Säsongen var helt misslyckad, Flyers hamnade sist i Eastern Conference och frågan var: skulle man bygga nytt från grunden eller försöka värva ihop ett bättre lag till nästa säsong? 
Svaret blev ett mellanting. Till att börja med bytte man bort Forsberg till Stanley Cup-kandidaten Nashville Predators, och fick i utbyte unge forwarden Scottie Upshall, backtalangen Ryan Parent och ett förstaval i draften (En affär som skulle visa sig gå kraftigt i Flyers favör, då Predators åkte ut i första slutspelsomgången, varpå Forsberg blev free agent). Sedan skickade man tillbaka förstavalet till Predators i utbyte mot den rutinerade offensive backen Kimmo Timonen och den tuffe forwarden Scott Hartnell. För att få in en stabil förstemålvakt så bytte Holmgren till sig Martin Biron från Buffalo Sabres. 
Man lyckades också skriva kontrakt med centern Daniel Brière, som var en utmärkt ersättare till Forsberg i förstakedjan. Genom att byta bort den begåvade men ojämne backen Joni Pitkänen och 36-åringen Geoff Sanderson till Edmonton Oilers så kunde Holmgren addera unge forwarden Joffrey Lupul och den rutinerade defensive backen Jason Smith till truppen. 
Sammantaget hade Flyers uppgraderat varje position, och man hade värvat både talang och rutin. Spelare som Lupul, 24, Hartnell, 25, och Upshall, 23, var tillräckligt gamla för att bidra direkt, men kunde ändå stanna i laget i flera år framöver. Sammantaget såg det bra ut för det nya Flyers, och laget ansågs ha god chans på en slutspelsplats nästa säsong.
Både i slutspelet 2007-2008 och 2008-2009 åkte Flyers ut mot Pittsburgh Penguins, första gången i Conferencefinalen, andra gången i slutspelets första omgång.
- 2000 – Förlorade i tredje ronden mot New Jersey Devils med 4–3 i matcher.
- 2009 – Förlorade i första ronden mot Pittsburgh Penguins med 4–2 i matcher.

### 10-talet
Inför säsongen 2009-10 genomfördes flera förändringar. Målvaktsduon Martin Biron och Antero Niittymäki tilläts lämna som free agent och istället värvades Ray Emery från Atlant Mytisjtji som förstemålvakt och Brian Boucher från San Jose Sharks som backup. Backuppsättningen förstärktes genom att den rutinerade storbacken Chris Pronger byttes in från Anaheim Ducks mot Joffrey Lupul, Luca Sbisa och Flyers förstaval i draften 2009 och 2010. Tränaren John Stevens sparkades också och ersattes med Peter Laviolette. 
Både Emery och Boucher drabbades av skador, som i Emerys fall spolierade hela säsongen. Istället fick tredjemålvakten Michael Leighton ta över som förstemålvakt. Av Leightons 10 första matcher vann Flyers 8. Dock drabbades också han av en skada och Boucher tog tillbaka platsen som förstemålvakt. Totalt använde Flyers sju (!) målvakter under säsongen.
Trots förstärkningarna uteblev den omedelbara framgången och Flyers tvingades i grundseriens sista omgång spela en helt avgörande match om en plats i slutspelet mot New York Rangers. Flyers vann och ställdes mot New Jersey Devils i slutspelets första omgång. Trots att New Jersey varit ett topplag under hela säsongen medan Flyers slagits kring slutspelsstrecket vann Flyers relativt enkelt med totalt 4-1 i matcher, mycket beroende på storspel från Boucher. 
I andra omgången ställdes Flyers mot Boston Bruins, och trots att serien var jämn vann Bruins de tre första matcherna. I den fjärde matchen återvände den tidigare skadade Simon Gagné och avgjorde på övertid, vilket tvingade fram en femte match. I match fem vann Flyers komfortabelt med 4-0. Boucher, som dittills varit en av slutspelets bästa målvakter, åkte dock på en skada och Michael Leighton fick hoppa in för första gången sedan mars. Boucher och Leighton blev därigenom det första målvaktspar sedan 1955 att dela på en slutspelsnolla. En Flyers-seger med 2-1 i match sex tvingade fram en helt avgörande match i Boston. Efter att ha legat under med 3-0 i matchserien och 3-0 i den sista och avgörande matchen genomförde Flyers historiens kanske mest imponerande vändning i NHL:s historia, genom att vända den sista matchen till 3-4 efter ett sent mål av Gagne. Flyers blev därigenom den tredje klubben i NHL:s historia att vinna en slutspelsserie efter att ha legat under med 3-0, efter Toronto Maple Leafs 1941-42 och New York Islanders 1974-75. 
I Conference-finalen mötte Flyers Montreal Canadiens och tog sig vidare till Stanley Cup-finalen efter 4-1 i matcher, mycket beroende på fantastiskt spel från Leighton, som blev den första Flyers-målvakten någonsin att hålla tre nollor i en slutspelsserie. Det var första gången på 13 år var Flyers i final. 
I finalen väntade Chicago Blackhawks. Efter att ha förlorat de två första matcherna tog Flyers två raka och utjämnade, men efter en 7-4-förlust i femte matchen var laget tvungen att vinna både match sex och sju. Flyers pressade fram övertid i den sjätte matchen, men efter att Patrick Kane gjort mål var Blackhawks Stanley Cup-mästare för första gången sedan 1961.
Daniel Brière vann slutspelets poängliga med 30 poäng och Ville Leino, som tradats till Flyers från Detroit Red Wings tidigare under säsongen, tangerade med 21 poäng NHL:s rekord för flest gjorda poäng av en rookie i ett NHL-slutspel.
Säsongen 2010-2011 inledde flyers starkt och ledde under större delen av säsongen Western Conference, men slutade som tvåa efter att Pronger blivit långtidsskadad och laget tappade formen totalt under seriens sista månader. I första rundan mötte flyers Buffalo Sabres, som besegrades med 4-3 i matcher efter en vändning från 2-3. I Conference-semifinalen var laget dock chanslösa mot blivande Stanley Cup-mästarna Boston Bruins som vann fyra raka matcher och därmed tog revansch från fjolårets möte lagen emellan.
- 2010 – Förlorade i finalen mot Chicago Blackhawks med 4–2 i matcher.
- 2019 – Missade slutspel.

### 20-talet
- 2020 – Förlorade i andra ronden mot New York Islanders med 4–3 i matcher.
- 2025 – Missade slutspel.

### Namnhistorik
Namnet Flyers valdes av en kommitté efter en namntävling där 25 000 bidrag lämnades in. Vinnaren var en lite pojke som hade skrivit "Fliers" på sitt bidrag eftersom det fonetiskt lät bra tillsammans med Philadelphia.

## Arena
Philadelphia Flyers spelar i Xfinity Mobile Arena, byggd 1996. Arenan bytte namn från Wachovia Center inför säsongen 2010-2011. Tidigare kallades arenan för CoreStates Center och First Union Center efter bankerna som sponsrade. I arenan spelar också NBA-laget Philadelphia 76ers. Innan Philadelphia Flyers flyttade till Wells Fargo Center spelade de i Wachovia Spectrum, bara ett stenkast därifrån.
I närheten av Xfinity Mobile Arena och Wachovia Spectrum ligger Citizens Bank Park, en baseboll-arena (hemmaarena för Philadelphia Phillies) och Lincoln Financial Field, där Philadelphia Eagles spelar sina hemmamatcher i amerikansk fotboll.

## Nuvarande spelartrupp

### Spelartruppen 2025/2026
Senast uppdaterad: 7 juli 2025.

Alla spelare som har kontrakt med Philadelphia Flyers och har spelat för dem under aktuell säsong listas i spelartruppen. Spelarnas löner är i amerikanska dollar och är vad de skulle få ut om de vore i NHL-truppen under hela grundserien (oktober–april). Löner i kursiv stil är ej bekräftade.
| Målvakter                                                                                     | Målvakter | Målvakter           | Målvakter          | Målvakter   | Målvakter | Målvakter | Målvakter      | Målvakter                   | Målvakter | Målvakter |
| Nr                                                                                            |           | Namn                | Namn               | Lön 25/26   |           | Kontrakt  | Kom till laget | Kom ifrån                   |           |           |
| --------------------------------------------------------------------------------------------- | --------- | ------------------- | ------------------ | ----------- | --------- | --------- | -------------- | --------------------------- | --------- | --------- |
| 33                                                                                            | Sverige   | Samuel Ersson       | Samuel Ersson      | $1 600 000  | [ 11 ]    | 2026      | 2022           | Lehigh Valley Phantoms      |           |           |
| 34                                                                                            | Kanada    | Carson Bjarnason    | Carson Bjarnason   | $870 000    | [ 12 ]    | 2028      | 2023           | Brandon Wheat Kings         |           |           |
| 35                                                                                            | Belarus   | Aljaksej Kolasaŭ    | Aljaksej Kolasaŭ   | $925 000    | [ 13 ]    | 2026      | 2024           | Lehigh Valley Phantoms      |           |           |
| 82                                                                                            | Ryssland  | Ivan Fedotov        | Ivan Fedotov       | $3 275 000  | [ 14 ]    | 2026      | 2024           | HK CSKA Moskva              |           |           |
| --                                                                                            | Tjeckien  | Daniel Vladař       | Daniel Vladař      | $3 600 000  | [ 15 ]    | 2027      | 2025           | Calgary Flames              |           |           |
| Backar                                                                                        |           |                     |                    |             |           |           |                |                             |           |           |
| Nr                                                                                            |           | Namn                | Namn               | Lön 25/26   |           | Kontrakt  | Kom till laget | Kom ifrån                   |           |           |
| 3                                                                                             | Sverige   | Helge Grans         | Helge Grans        | $775 000    | [ 16 ]    | 2027      | 2024           | Lehigh Valley Phantoms      |           |           |
| 5                                                                                             | Ryssland  | Jegor Zamula        | Jegor Zamula       | $1 900 000  | [ 17 ]    | 2026      | 2022           | Lehigh Valley Phantoms      |           |           |
| 6                                                                                             | Kanada    | Travis Sanheim      | Travis Sanheim     | $8 125 000  | [ 18 ]    | 2031      | 2018           | Lehigh Valley Phantoms      |           |           |
| 8                                                                                             | USA       | Cam York            | Cam York           | $5 150 000  | [ 19 ]    | 2030      | 2022           | Lehigh Valley Phantoms      |           |           |
| 9                                                                                             | Kanada    | Jamie Drysdale      | Jamie Drysdale     | $2 300 000  | [ 20 ]    | 2026      | 2024           | Anaheim Ducks               |           |           |
| 13                                                                                            | Sverige   | Adam Ginning        | Adam Ginning       | $800 000    | [ 21 ]    | 2026      | 2025           | Lehigh Valley Phantoms      |           |           |
| 24                                                                                            | USA       | Nick Seeler         | Nick Seeler        | $2 700 000  | [ 22 ]    | 2028      | 2021           | Chicago Blackhawks          |           |           |
| 36                                                                                            | Sverige   | Emil Andrae         | Emil Andrae        | $925 000    | [ 23 ]    | 2026      | 2024           | Lehigh Valley Phantoms      |           |           |
| 41                                                                                            | USA       | Hunter McDonald     | Hunter McDonald    | $950 000    | [ 24 ]    | 2026      | 2024           | Lehigh Valley Phantoms      |           |           |
| 55                                                                                            | Finland   | Rasmus Ristolainen  | Rasmus Ristolainen | $5 500 000  | [ 25 ]    | 2027      | 2021           | Buffalo Sabres              |           |           |
| 59                                                                                            | Kanada    | Oliver Bonk         | Oliver Bonk        | $950 000    | [ 26 ]    | 2028      | 2023           | London Knights              |           |           |
| 75                                                                                            | Kanada    | Ethan Samson        | Ethan Samson       | $810 000    | [ 27 ]    | 2026      | 2022           | Prince George Cougars       |           |           |
| --                                                                                            | USA       | Dennis Gilbert      | Dennis Gilbert     | $875 000    | [ 28 ]    | 2026      | 2025           | Ottawa Senators             |           |           |
| --                                                                                            | Kanada    | Spencer Gill        | Spencer Gill       | $872 500    | [ 29 ]    | 2028      | 2024           | Océanic de Rimouski         |           |           |
| --                                                                                            | Kanada    | Noah Juulsen        | Noah Juulsen       | $900 000    | [ 30 ]    | 2026      | 2025           | Abbotsford Canucks          |           |           |
| --                                                                                            | USA       | Ty Murchison        | Ty Murchison       | $860 000    | [ 31 ]    | 2027      | 2025           | Arizona State Sun Devils    |           |           |
| Forwards                                                                                      |           |                     |                    |             |           |           |                |                             |           |           |
| Nr                                                                                            |           | Namn                | Pos                | Lön 25/26   |           | Kontrakt  | Kom till laget | Kom ifrån                   |           |           |
| 10                                                                                            | USA       | Bobby Brink         | HF                 | $1 500 000  | [ 32 ]    | 2026      | 2022           | Denver Pioneers             |           |           |
| 11                                                                                            | Kanada    | Travis Konecny − A  | HF/VF              | $11 000 000 | [ 33 ]    | 2033      | 2016           | Sarnia Sting                |           |           |
| 14                                                                                            | Kanada    | Sean Couturier – C  | C                  | $9 000 000  | [ 34 ]    | 2030      | 2011           | Voltigeurs de Drummondville |           |           |
| 17                                                                                            | Kanada    | Jett Luchanko       | C                  | $975 000    | [ 35 ]    | 2028      | 2025           | Guelph Storm                |           |           |
| 18                                                                                            | Lettland  | Rodrigo Ābols       | C                  | $800 000    | [ 36 ]    | 2026      | 2025           | Lehigh Valley Phantoms      |           |           |
| 19                                                                                            | USA       | Garnet Hathaway     | HF/VF              | $2 700 000  | [ 37 ]    | 2027      | 2023           | Boston Bruins               |           |           |
| 23                                                                                            | Kanada    | Karsen Dorwart      | VF                 | $975 000    | [ 38 ]    | 2026      | 2025           | Michigan State Spartans     |           |           |
| 27                                                                                            | USA       | Noah Cates          | C/VF               | $5 000 000  | [ 39 ]    | 2029      | 2022           | Minnesota Duluth Bulldogs   |           |           |
| 39                                                                                            | Ryssland  | Matvej Mitjkov      | HF                 | $950 000    | [ 40 ]    | 2027      | 2024           | HK Sotji                    |           |           |
| 44                                                                                            | Kanada    | Nicolas Deslauriers | VF/HF              | $1 500 000  | [ 41 ]    | 2026      | 2022           | Minnesota Wild              |           |           |
| 52                                                                                            | Kanada    | Denver Barkey       | C                  | $870 000    | [ 42 ]    | 2028      | 2024           | London Knights              |           |           |
| 56                                                                                            | Finland   | Samu Tuomaala       | HF                 | $825 000    | [ 43 ]    | 2026      | 2023           | Jukurit                     |           |           |
| 68                                                                                            | USA       | Devin Kaplan        | HF                 | $895 000    | [ 44 ]    | 2027      | 2025           | Boston University Terriers  |           |           |
| 71                                                                                            | Kanada    | Tyson Foerster      | HF                 | $3 500 000  | [ 45 ]    | 2027      | 2023           | Lehigh Valley Phantoms      |           |           |
| 74                                                                                            | Kanada    | Owen Tippett        | HF/VF              | $7 500 000  | [ 46 ]    | 2032      | 2022           | Charlotte Checkers          |           |           |
| 78                                                                                            | Kanada    | Jacob Gaucher       | C                  | $890 000    | [ 47 ]    | 2026      | 2025           | Lehigh Valley Phantoms      |           |           |
| 85                                                                                            | Kanada    | Jon-Randall Avon    | C                  | $775 000    | [ 48 ]    | 2026      | 2023           | Peterborough Petes          |           |           |
| 92                                                                                            | Kanada    | Alexis Gendron      | HF                 | $860 000    | [ 49 ]    | 2026      | 2024           | Voltigeurs de Drummondville |           |           |
| --                                                                                            | Kanada    | Alex Bump           | VF                 | $950 000    | [ 50 ]    | 2028      | 2025           | Western Michigan Broncos    |           |           |
| --                                                                                            | USA       | Christian Dvorak    | C/VF               | $5 400 000  | [ 51 ]    | 2026      | 2025           | Montreal Canadiens          |           |           |
| --                                                                                            | Sverige   | Oscar Eklind        | VF/C               | $800 000    | [ 52 ]    | 2026      | 2024           | Luleå HF                    |           |           |
| --                                                                                            | Ryssland  | Nikita Grebjonkin   | VF/HF              | $875 000    | [ 53 ]    | 2026      | 2025           | Toronto Marlies             |           |           |
| --                                                                                            | Kanada    | Lane Pederson       | C                  | $775 000    | [ 54 ]    | 2026      | 2025           | Bakersfield Condors         |           |           |
| --                                                                                            | Kanada    | Massimo Rizzo       | C/VF               | $925 000    | [ 55 ]    | 2026      | 2024           | Denver Pioneers             |           |           |
| --                                                                                            | USA       | Trevor Zegras       | C/YF               | $5 750 000  | [ 56 ]    | 2026      | 2025           | Anaheim Ducks               |           |           |
| Positioner: C – HF – VF – YF \| C = Lagkapten; A = Assisterande lagkapten \| = Långtidsskadad |           |                     |                    |             |           |           |                |                             |           |           |

#### Spelargalleri

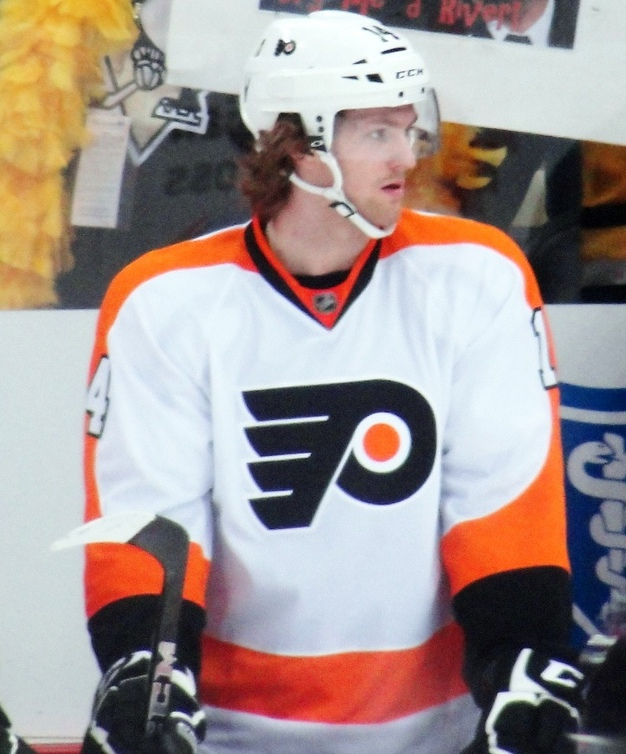
Sean Couturier
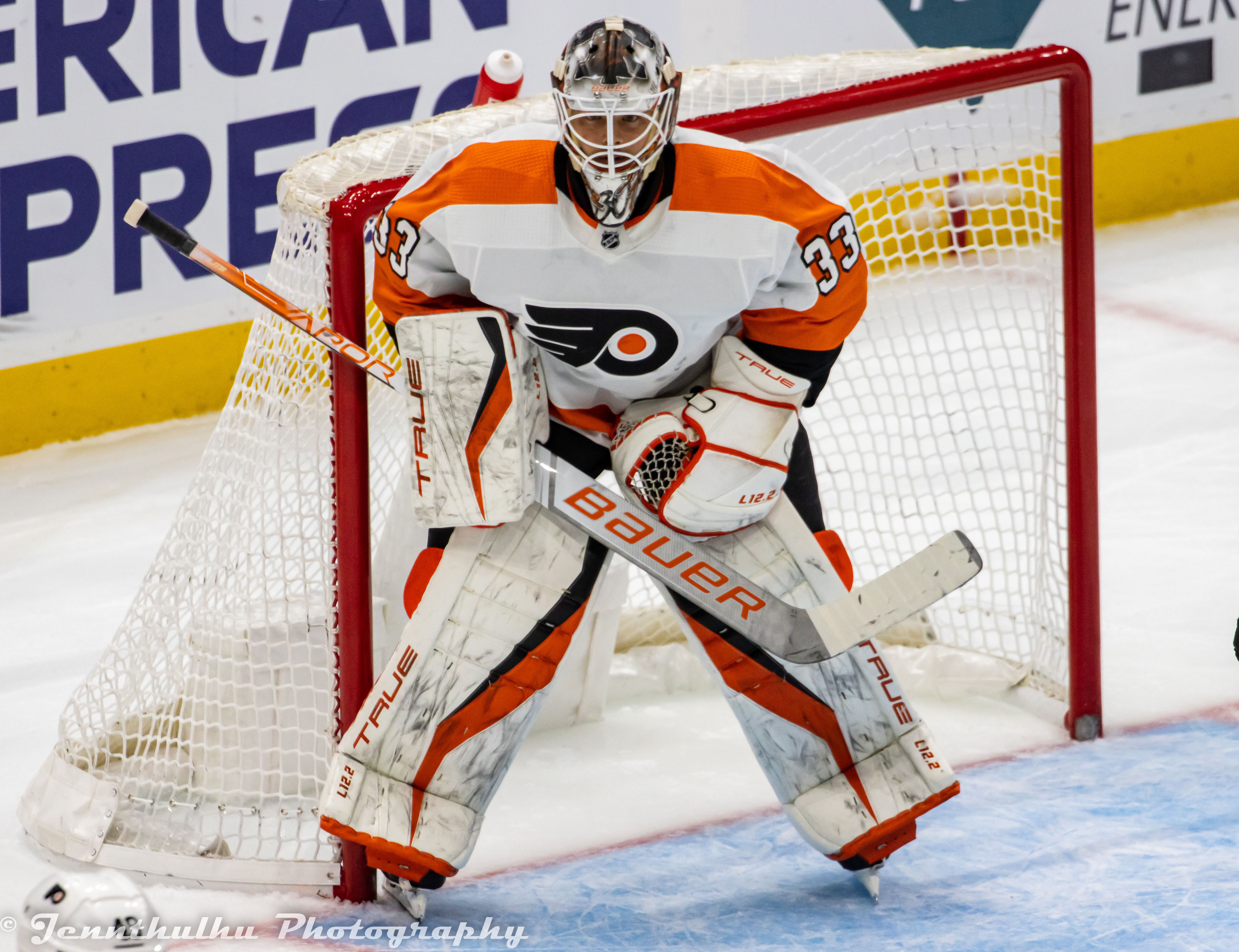
Samuel Ersson
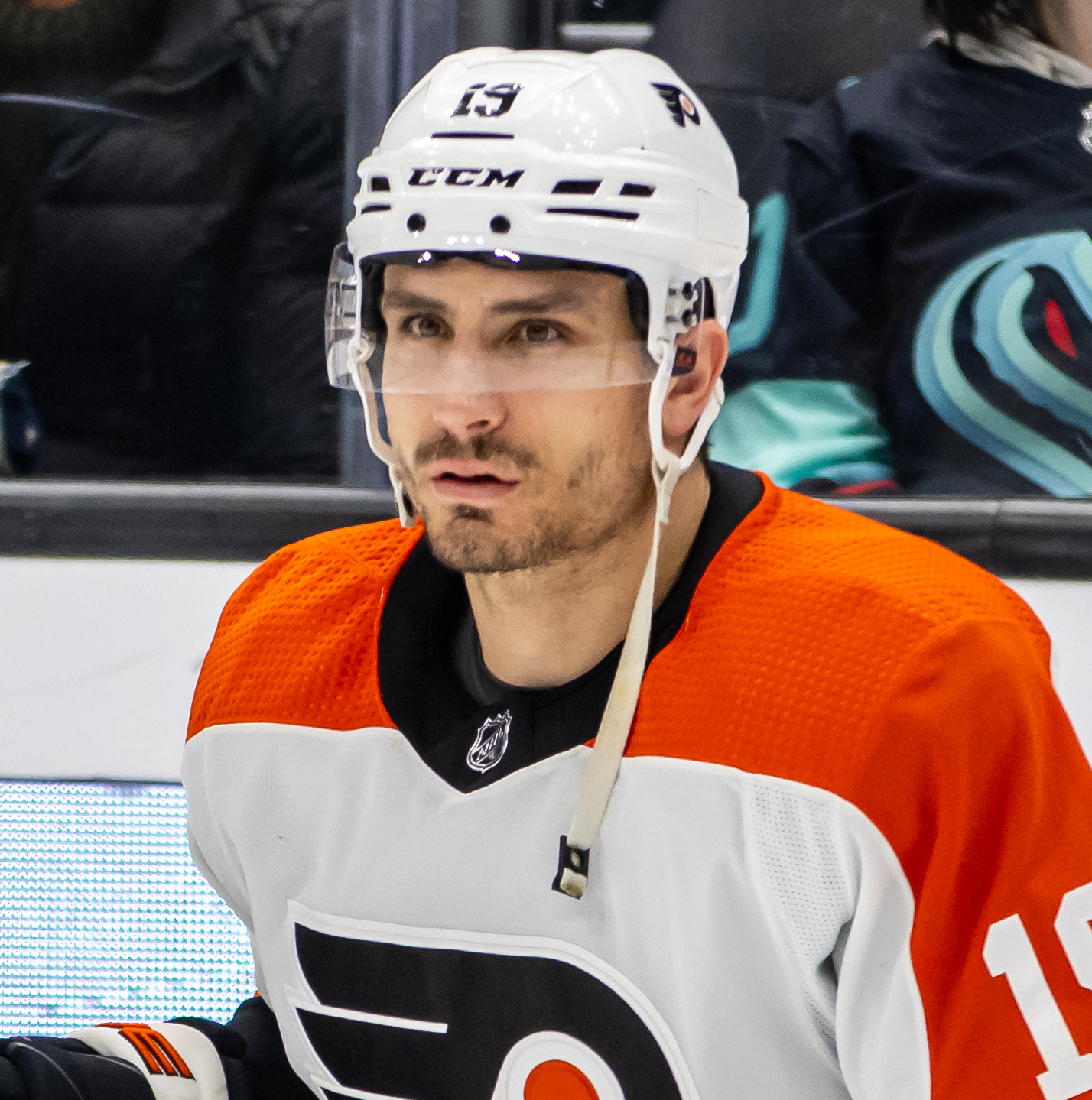
Garnet Hathaway
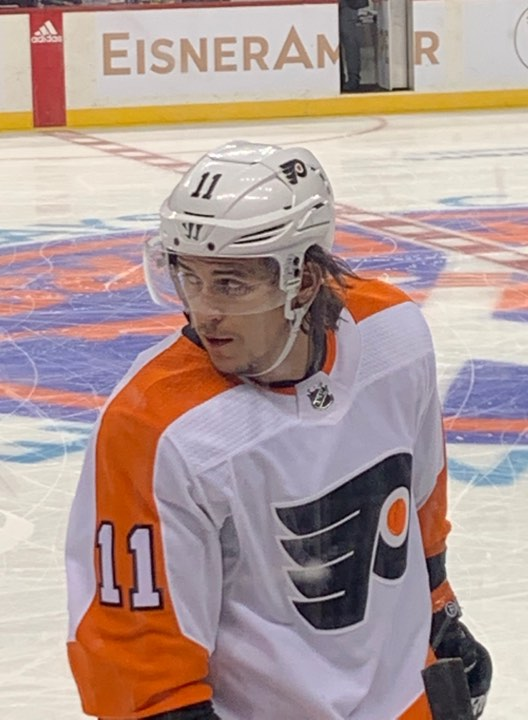
Travis Konecny
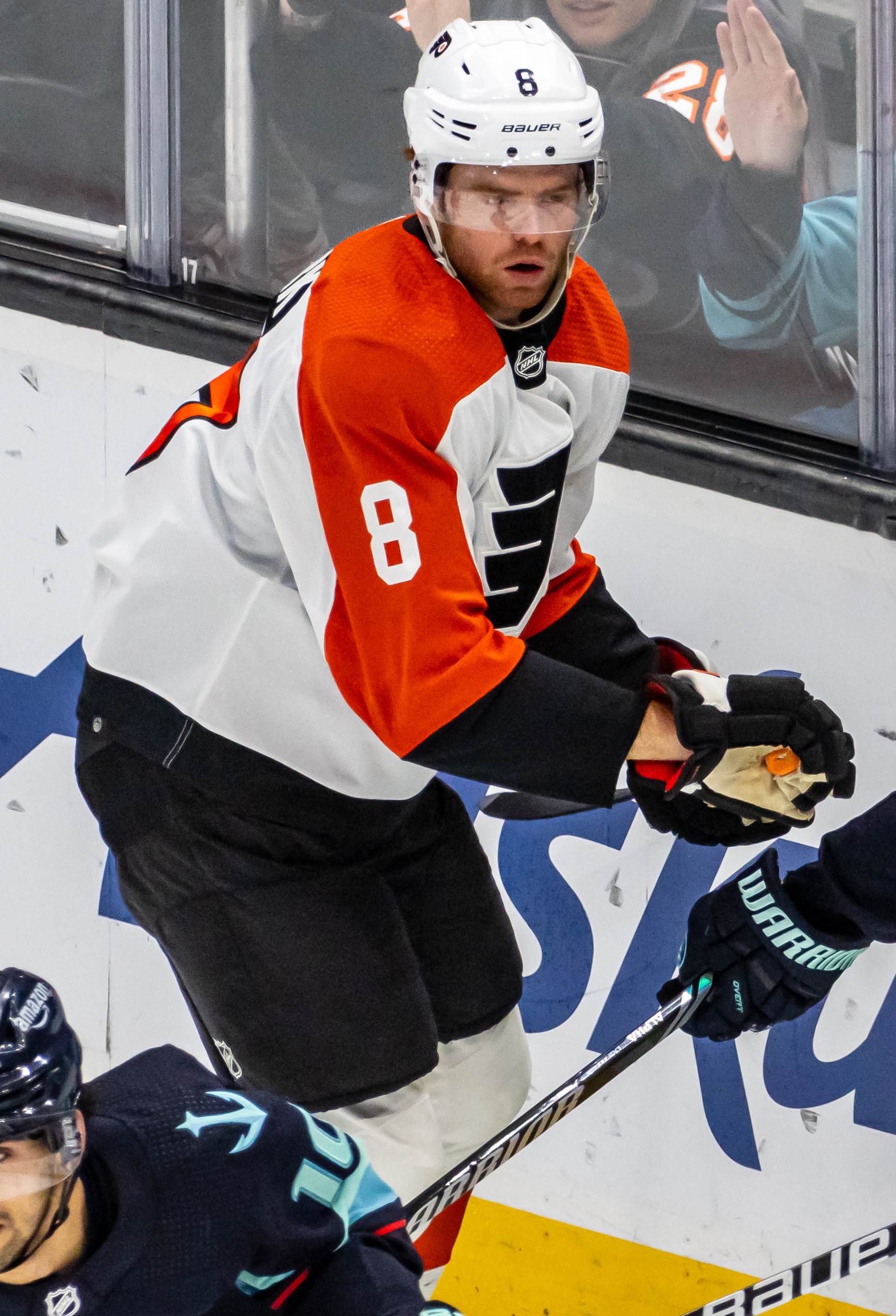
Cam York

## Staben

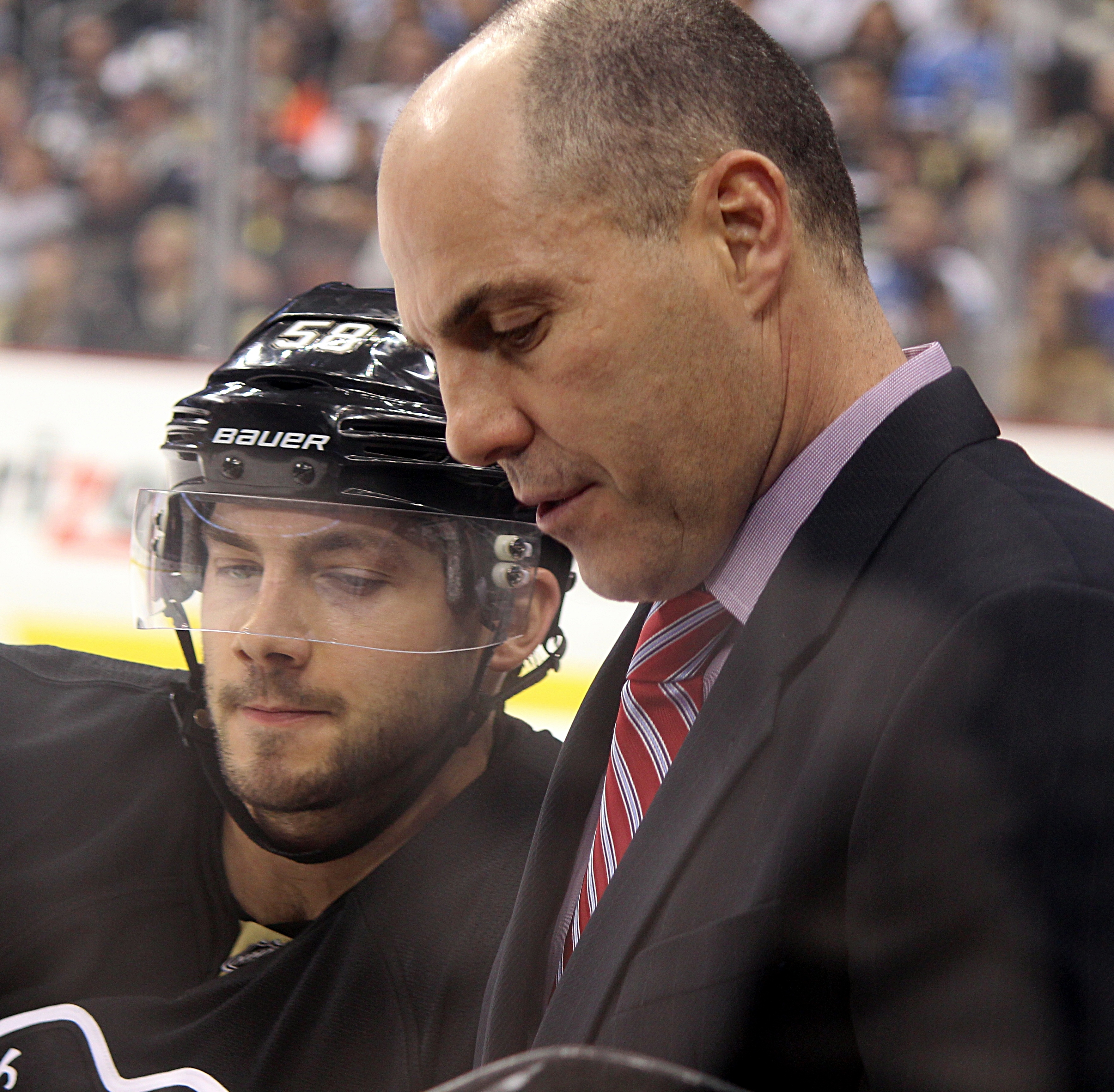
Rick Tocchet, 2014.

Uppdaterat: 15 maj 2025
| Yrkestitel                          | Namn            |
| ----------------------------------- | --------------- |
| President för ishockeyverksamheten  | Keith Jones     |
| Rådgivare till ishockeyverksamheten | John LeClair    |
|                                     | Patrick Sharp   |
| General manager                     | Daniel Brière   |
| Assisterande general manager        | Barry Hanrahan  |
|                                     | Brent Flahr     |
|                                     | Alyn McCauley   |
| Senior rådgivare                    | Bill Barber     |
|                                     | Bobby Clarke    |
|                                     | Paul Holmgren   |
|                                     | Dean Lombardi   |
|                                     | Bob Murray      |
|                                     |                 |
| Tränare                             | Rick Tocchet    |
| Assisterande tränare                | Angelo Ricci    |
|                                     | Adam Patterson  |
|                                     | Rocky Thompson  |
|                                     | Darryl Williams |
| Målvaktstränare                     | Kim Dillabaugh  |
| Videocoach                          | Adam Patterson  |
| Assisterande videocoach             | Vinny Yula      |

## Utmärkelser

### Pensionerade nummer
Fem spelarnummer har blivit "pensionerade" av klubben, det vill säga ingen annan spelare kommer någonsin att få använda samma nummer i Philadelphia Flyers medan ett är "inofficiellt". Ytterligare ett nummer har blivit pensionerat av själva ligan.
| - #1 Bernie Parent, 1967–1971, 1973–1979 - #2 Mark Howe, 1982–1992 - #4 Barry Ashbee, 1970–1974 - #7 Bill Barber, 1972–1984 | - #16 Bobby Clarke, 1969–1984 - #31 Pelle Lindbergh, 1981–1986 (Inofficiellt) - #88 Eric Lindros, 1992–2000 - #99 Wayne Gretzky (NHL) |

### Hall of Famers
| - Allan Stanley (Invald 1981) - Spelare: Spelade i Flyers mellan 1968 och 1969. - Bernie Parent (Invald 1984) - Spelare: Spelade i Flyers mellan 1967 och 1971 och 1973 till 1979. - Bobby Clarke (Invald 1987) - Spelare: Spelade i Flyers mellan 1969 och 1984. - Ed Snider (Invald 1988) - Ledare: Var både majoritets- och minoritetsägare för Flyers sedan starten 1967 och tills hans död 2016. - Darryl Sittler (Invald 1989) - Spelare: Spelade i Flyers mellan 1982 och 1984. - Bill Barber (Invald 1990) - Spelare: Spelade i Flyers mellan 1972 och 1984. - Bud Poile (Invald 1990) - Ledare: Var general manager för Flyers mellan 1967 och 1969. - Keith Allen (Invald 1992) - Ledare: Var anställd hos Flyers sen 1967 och var general manager, huvudtränare och vice president. - Dale Hawerchuk (Invald 2001) - Spelare: Spelade i Flyers mellan 1996 och 1997. - Roger Neilson (Invald 2002) - Ledare: Var huvudtränare för Flyers mellan 1997 och 2000. | - Paul Coffey (Invald 2004) - Spelare: Spelade i Flyers mellan 1996 och 1998. - Mark Howe (Invald 2011) - Spelare: Spelade i Flyers mellan 1982 och 1992. - Adam Oates (Invald 2012) - Spelare: Spelade i Flyers 2000. - Fred Shero (Invald 2013) - Ledare: Var tränare för Flyers mellan 1971 och 1978. - Peter Forsberg (Invald 2014) - Spelare: Spelade i Flyers mellan 2005 och 2007. - Chris Pronger (Invald 2015) - Spelare: Spelade i Flyers mellan 2009 och 2011. - Eric Lindros (Invald 2016) - Spelare: Spelade i Flyers mellan 1992 och 2000. - Pat Quinn (Invald 2016) - Ledare: Var tränare för Flyers mellan 1978 och 1982. - Mark Recchi (Invald 2017) - Spelare: Spelade i Flyers mellan 1992 och 1995 respektive 1999 och 2004. |

### Troféer
| Stanley Cup - 1973–1974, 1974–1975 Clarence S. Campbell Bowl - 1967–1968, 1973–1974, 1974–1975, 1975–1976, 1976–1977, 1979–1980 Prince of Wales Trophy - 1984–1985, 1986–1987, 1996–1997 & 2009–2010 Bill Masterton Memorial Trophy - Bobby Clarke: 1971–1972 - Tim Kerr: 1988–1989 - Ian Laperrière: 2010–2011 Conn Smythe Trophy - Bernie Parent: 1973–1974 & 1974–1975 - Reggie Leach: 1975–1976 - Ron Hextall: 1986–1987 Frank J. Selke Trophy - Bobby Clarke: 1982–1983 - Dave Poulin: 1986–1987 Hart Memorial Trophy - Bobby Clarke: 1972–1973, 1974–1975, 1975–1976 - Eric Lindros: 1994–1995 | Jack Adams Award - Fred Shero: 1973–1974 - Pat Quinn: 1979–1980 - Mike Keenan: 1984–1985 - Bill Barber: 2000–2001 Lester B. Pearson Award/Ted Lindsay Award - Bobby Clarke: 1973–1974 - Eric Lindros: 1994–1995 NHL Plus/Minus Award - Mark Howe: 1985–1986 - John LeClair: 1996–1997, 1998–1999 Vezina Trophy - Bernie Parent: 1973–1974, 1974–1975 - Pelle Lindbergh: 1984–1985 - Ron Hextall: 1986–1987 William M. Jennings Trophy - Bob Froese: 1985–1986 - Darren Jensen: 1985–1986 - Roman Čechmánek: 2002–2003 - Robert Esche: 2002–2003 |

## General manager
| - Bud Poile, 1967–1969 - Keith Allen, 1969–19831 - Bob McCammon, 1983–1984 - Bobby Clarke, 1984–1990 - Russ Farwell, 1990–1994 | - Bobby Clarke, 1994–2006 - Paul Holmgren, 2006–2014 - Ron Hextall, 2014–2018 - Chuck Fletcher, 2018–2023 - Daniel Brière, 2023– (tf.) |

## Tränare
| - Keith Allen, 1967–1969 - Vic Stasiuk, 1969–1971 - Fred Shero, 1971–19781 - Bob McCammon, 1978 - Pat Quinn, 1978–1982 - Bob McCammon, 1982–1984 - Mike Keenan, 1984–1988 - Paul Holmgren, 1988–1992 - Bill Dineen, 1992–1993 - Terry Simpson, 1993–1994 - Terry Murray, 1994–1997 - Wayne Cashman, 1997–1998 - Roger Neilson, 1998–2000 | - Craig Ramsay, 2000 - Bill Barber, 2000–2002 - Ken Hitchcock, 2002–2006 - John Stevens, 2006–2009 - Peter Laviolette, 2009–2013 - Craig Berube, 2013–2015 - Dave Hakstol, 2015–2018 - Scott Gordon, 2018–2019 - Alain Vigneault, 2019–2021 - Mike Yeo, 2021–2022 - John Tortorella, 2022–2025 - Brad Shaw, 2025 - Rick Tocchet, 2025– |

## Lagkaptener
| - Lou Angotti, 1967–1968 - Ed Van Impe, 1968–1973 - Bobby Clarke, 1973–19791 - Mel Brigman, 1979–1981 - Bill Barber, 1981–1982 - Bobby Clarke, 1982–1984 - Dave Poulin, 1984–1989 - Ron Sutter, 1989–1991 - Rick Tocchet, 1991–1992 - Ingen kapten var utsedd, 1992–1993 - Kevin Dineen, 1993–1994 | - Eric Lindros, 1994–2000 - Eric Desjardins, 2000–2001 - Keith Primeau, 2001–2006 - Derian Hatcher, 2006 - Peter Forsberg, 2006–2007 - Jason Smith, 2007–2008 - Mike Richards, 2008–2011 - Chris Pronger, 2011–2013 - Claude Giroux, 2013–2022 - Sean Couturier, 2024– |

1 Vann Stanley Cup med Flyers.

## Statistik

### Poängledare
Topp tio för mest poäng i klubbens historia. Siffrorna uppdateras efter varje genomförd säsong.

Pos = Position; SM = Spelade matcher; M = Mål; A = Assists; P = Poäng; P/M = Poäng per match * = Fortfarande aktiv i klubben ** = Fortfarande aktiv i NHL

#### Grundserie
Uppdaterat efter 2009-10
| Spelare         | Pos | SM    | M   | A   | P     | P/M  |
| Bobby Clarke    | C   | 1,144 | 358 | 852 | 1,210 | 1.05 |
| Bill Barber     | LW  | 903   | 420 | 463 | 883   | .97  |
| Brian Propp     | LW  | 790   | 369 | 480 | 849   | 1.07 |
| Rick MacLeish   | C   | 741   | 328 | 369 | 697   | .94  |
| Eric Lindros    | C   | 486   | 290 | 369 | 659   | 1.35 |
| Tim Kerr        | RW  | 601   | 363 | 287 | 650   | 1.08 |
| John LeClair    | LW  | 649   | 333 | 310 | 643   | .99  |
| Mark Recchi     | RW  | 602   | 232 | 395 | 627   | 1.04 |
| Rod Brind'Amour | C   | 633   | 235 | 366 | 601   | .94  |
| Simon Gagné*    | LW  | 664   | 259 | 265 | 524   | .78  |

## Svenska spelare
Uppdaterat: 2012-06-01
| Målvakter        | Målvakter | Målvakter | Målvakter | Målvakter | Målvakter | Målvakter  | Målvakter | Målvakter | Målvakter | Målvakter | Målvakter | Målvakter | Målvakter  | Målvakter | Målvakter | Målvakter | Målvakter | Målvakter   |
| Spelare          | #         | Från      | Till      | Matcher¹  | Vinster¹  | Förluster¹ | Övertid¹  | GAA¹      | SVS%¹     | Nollor¹   | Matcher²  | Vinster²  | Förluster² | Övertid²  | GAA²      | SVS%²     | Nollor²   | Stanley Cup |
| ---------------- | --------- | --------- | --------- | --------- | --------- | ---------- | --------- | --------- | --------- | --------- | --------- | --------- | ---------- | --------- | --------- | --------- | --------- | ----------- |
| Pelle Lindbergh  | 31        | 1981      | 1985      | 157       | 87        | 49         | -         | 3,46      | .883      | 7         | 23        | 12        | 10         | -         | 5,14      | .841      | 3         | 0           |
| Tommy Söderström | 30        | 1992      | 1994      | 78        | 26        | 35         | -         | 3,71      | .878      | 7         | 0         | 0         | 0          | -         | 0,00      | .000      | 0         | 0           |
| Johan Backlund   | 30        | 2009      | 2010      | 1         | 0         | 1          | -         | 3,00      | .917      | 0         | 1         | 0         | 0          | -         | 0,00      | .000      | 0         | 0           |
| Samuel Ersson    | 33        | 2022      |           |           |           |            |           |           |           |           |           |           |            |           |           |           |           |             |
| Felix Sandström  | 32        | 2021      |           |           |           |            |           |           |           |           |           |           |            |           |           |           |           |             |

| Utespelare        | Utespelare | Utespelare | Utespelare | Utespelare | Utespelare | Utespelare | Utespelare | Utespelare | Utespelare | Utespelare | Utespelare | Utespelare | Utespelare | Utespelare | Utespelare | Utespelare  |
| Spelare           | Pos        | #          | K/A        | Från       | Till       | Matcher¹   | Mål¹       | Assists¹   | Poäng¹     | PIM¹       | Matcher²   | Mål²       | Assists¹   | Poäng²     | PIM²       | Stanley Cup |
| ----------------- | ---------- | ---------- | ---------- | ---------- | ---------- | ---------- | ---------- | ---------- | ---------- | ---------- | ---------- | ---------- | ---------- | ---------- | ---------- | ----------- |
| Thomas Eriksson   | B          | 8          |            | 1980 1983  | 1982 1986  | 208        | 22         | 72         | 94         | 97         | 19         | 0          | 3          | 3          | 12         | 0           |
| Bo Berglund       | VF         | 37         |            | 1985       | 1986       | 7          | 0          | 2          | 2          | 4          | 0          | 0          | 0          | 0          | 0          | 0           |
| Per-Erik Eklund   | C          | 9          |            | 1985       | 1994       | 525        | 110        | 303        | 413        | 95         | 57         | 10         | 33         | 43         | 4          | 0           |
| Kjell Samuelsson  | B          | 8, 26, 28  |            | 1986 1995  | 1992 1998  | 545        | 34         | 106        | 140        | 815        | 70         | 4          | 12         | 16         | 98         | 0           |
| Magnus Roupé      | VF         | 10         |            | 1987       | 1989       | 40         | 3          | 5          | 8          | 42         | 0          | 0          | 0          | 0          | 0          | 0           |
| Mikael Renberg    | HF         | 19         |            | 1993 1998  | 1997 2000  | 366        | 128        | 168        | 296        | 210        | 50         | 14         | 20         | 34         | 24         | 0           |
| Patrik Juhlin     | HF         | 12         |            | 1994       | 1996       | 56         | 7          | 6          | 13         | 23         | 13         | 1          | 0          | 1          | 2          | 0           |
| Mikael Andersson  | HF         | 19         |            | 1999       | 2000       | 43         | 2          | 4          | 6          | 0          | 6          | 0          | 1          | 1          | 2          | 0           |
| Ulf Samuelsson    | B          | 55         |            | 1999       | 2000       | 49         | 1          | 2          | 3          | 58         | 0          | 0          | 0          | 0          | 0          | 0           |
| Kim Johnsson      | B          | 5          |            | 2001       | 2006       | 291        | 40         | 107        | 147        | 140        | 33         | 2          | 9          | 11         | 18         | 0           |
| Marcus Ragnarsson | B          | 28         |            | 2002       | 2004       | 113        | 9          | 15         | 24         | 90         | 27         | 1          | 5          | 6          | 20         | 0           |
| Mattias Timander  | B          | 3          |            | 2004       | 2004       | 34         | 1          | 4          | 5          | 19         | 18         | 2          | 4          | 6          | 6          | 0           |
| Peter Forsberg    | C          | 21         | K          | 2005       | 2007       | 100        | 30         | 85         | 115        | 118        | 6          | 4          | 4          | 8          | 6          | 0           |
| David Printz      | B          | 28, 54     |            | 2005       | 2007       | 13         | 0          | 0          | 0          | 4          | 0          | 0          | 0          | 0          | 0          | 0           |
| Lars Jonsson      | B          | 43         |            | 2006       | 2007       | 8          | 0          | 2          | 2          | 6          | 0          | 0          | 0          | 0          | 0          | 0           |
| Erik Gustafsson   | B          | 26         |            | 2010       | 2014       | 91         | 6          | 17         | 23         | 14         | 9          | 2          | 1          | 3          | 4          | 0           |
| Andreas Lilja     | B          | 6          |            | 2011       | 2013       | 50         | 0          | 6          | 6          | 34         | 10         | 0          | 0          | 0          | 6          | 0           |
| Nicklas Grossman  | B          | 8          |            | 2011       | 2015       | 198        | 6          | 31         | 37         | 118        | 13         | 0          | 1          | 1          | 10         | 0           |
| Oskar Lindblom    | VF         | 23         |            | 2017       | 2022       | 263        | 50         | 47         | 97         | 63         | 6          | 0          | 0          | 0          | 0          | 0           |
| Robert Hägg       | B          | 38         |            | 2016       | 2021       | 236        | 13         | 34         | 47         | 142        | 14         | 0          | 3          | 3          | 6          | 0           |
| Erik Gustafsson   | B          | 56         |            | 2020       | 2021       | 24         | 1          | 9          | 10         | 0          | 0          | 0          | 0          | 0          | 0          | 0           |
| Linus Högberg     | B          | 84         |            | 2021       | 2022       | 5          | 0          | 2          | 2          | 2          | 0          | 0          | 0          | 0          | 0          | 0           |
| Olle Lycksell     | HF         | 62         |            | 2022       |            |            |            |            |            |            |            |            |            |            |            |             |
| Emil Andrae       | B          | 36         |            | 2023       |            |            |            |            |            |            |            |            |            |            |            |             |
| Helge Grans       | B          | 3          |            | 2024       |            |            |            |            |            |            |            |            |            |            |            |             |

¹ = Grundserie
² = Slutspel
Övertid = Vunnit matcher som har gått till övertid. | GAA = Insläppta mål i genomsnitt | SVS% = Räddningsprocent | Nollor = Hållit nollan det vill säga att motståndarlaget har ej lyckats göra mål på målvakten under en match. | K/A = Om spelare har varit lagkapten och/eller assisterande lagkapten | PIM = Utvisningsminuter

## Första draftval
| - 1967: Serge Bernier (Flyers, Kings, Nordiques) (1968–1973, 1979–1981, HF) Vald som nummer fem. - 1968: Lew Morrison (Flyers, Flames, Capitals, Penguins) (1969–1977, HF) Vald som nummer åtta. - 1969: Bob Courier (Spelade aldrig i NHL.) (, C) Vald som nummer sex. - 1970: Flyers saknade val i förstarundan. - 1971: Larry Wright (Flyers, Seals, Red Wings) (1971–1973, 1974–78, C) Vald som nummer åtta. - 1971:: Pierre Plante (Flyers, St. Louis Blues, Blackhawks, Rangers, Nordiques) (1971–1980, VF) Vald som nummer nio. - 1972: Bill Barber (Flyers) (1972–1984, VF) Vald som nummer sju. - 1973: Flyers saknade val i förstarundan. - 1974: Flyers saknade val i förstarundan. - 1975: Mel Bridgman (Flyers, Flames, Devils, Red Wings, Canucks) (1975–1989, C) Vald som nummer ett. - 1976: Mark Suzor (Flyers, Rockies) (1976–1978, B) Vald som nummer 17. - 1977: Kevin McCarthy (Flyers, Canucks, Penguins) (1977–1986, B) Vald som nummer 17. - 1978: Behn Wilson (Flyers, Blackhawks) (1978–1988, B) Vald som nummer sex. - 1978: Ken Linseman (Flyers, Oilers, Bruins, Maple Leafs) (1978–1991, C) Vald som nummer sju. - 1978: Danny Lucas (Flyers) (1978–1979, HF) Vald som nummer 14. - 1979: Brian Propp (Flyers, Bruins, North Stars, Whalers) (1979–1994, VF) Vald som nummer 14. - 1980: Mike Stothers (Spelade aldrig i NHL.) (1984–1988, B) Vald som nummer 21. - 1981: Steve Smith (Flyers, Sabres) (1981–1989, B) Vald som nummer 16. - 1982: Ron Sutter (Flyers, St. Louis Blues, Nordiques, Islanders, Bruins, Sharks, Flames) (1982–2001, C) Vald som nummer fyra. | - 1983: Flyers saknade val i förstarundan. - 1984: Flyers saknade val i förstarundan. - 1985: Glen Seabrooke (Flyers) (1986–1989, C) Vald som nummer 21. - 1986: Kerry Huffman (Flyers, Nordiques, Senators) (1986–1996, B) Vald som nummer 20. - 1987: Darren Rumble (Flyers, Senators, St. Louis Blues, Lightning) (1990, 1992–1994, 1995–1997, 2000–2001, 2002–2004, B) Vald som nummer 20. - 1988: Claude Boivin (Flyers, Senators) (1991–1995, VF) Vald som nummer 14. - 1989: Flyers saknade val i förstarundan. - 1990: Mike Ricci (Flyers, Nordiques, Avalanche, Sharks, Coyotes) (1990–2007, C) Vald som nummer fyra. - 1991: Peter Forsberg (Nordiques, Avalanche, Flyers, Predators) (1994–2004, 2005–2008, 2011, C) Vald som nummer sex. - 1992: Ryan Sittler (Spelade aldrig i NHL.) (, VF) Vald som nummer sjua. - 1992: Jason Bowen (Flyers, Oilers) (1992–1998, VF) Vald som nummer 15. - 1993: Flyers saknade val i förstarundan. - 1994: Flyers saknade val i förstarundan. - 1995: Brian Boucher (Flyers, Coyotes, Flames, Blackhawks, Blue Jackets, Sharks, Hurricanes) (1999–2013, MV) Vald som nummer 22. - 1996: Dainius Zubrus (Flyers, Canadiens, Capitals, Sabres, Devils, Sharks) (1996–2016, HF) Vald som nummer 15. - 1997: Flyers saknade val i förstarundan. - 1998: Simon Gagné (Flyers, Lightning, Kings, Bruins) (1999–2015, VF) Vald som nummer 22. - 1999: Maxime Ouellet (Flyers, Capitals, Canucks) (2000–2001, 2003–2004, 2005–2006, MV) Vald som nummer 22. - 2000: Justin Williams (Flyers, Hurricanes, Kings, Capitals) (2000–, HF) Vald som nummer 28. - 2001: Jeff Woywitka (Blues, Stars, Rangers) (2005–2012, B) Vald som nummer 27. - 2002: Joni Pitkänen (Flyers, Oilers, Hurricanes) (2003–2013, B) Vald som nummer fyra. | - 2003: Jeff Carter (Flyers, Blue Jackets, Kings) (2005–, C) Vald som nummer elva. - 2003: Mike Richards (Flyers, Kings, Capitals) (2005–2016, C) Vald som nummer 24. - 2004: Flyers saknade val i förstarundan. - 2005: Steve Downie (Flyers, Lightning, Avalanche, Penguins, Coyotes) (2006–2016, HF) Vald som nummer 29. - 2006: Claude Giroux (Flyers) (2008–, HF) Vald som nummer 22. - 2007: James van Riemsdyk (Flyers, Maple Leafs) (2009–, HF) Vald som nummer två. - 2008: Luca Sbisa (Flyers, Ducks, Canucks, Golden Knights) (2008–, B) Vald som nummer 19. - 2009: Flyers saknade val i förstarundan. - 2010: Flyers saknade val i förstarundan. - 2011: Sean Couturier (Flyers) (2011–, C) Vald som nummer åtta. - 2012: Scott Laughton (Flyers) (2013–, C) Vald som nummer 20. - 2013: Samuel Morin (Flyers) (2017–, B) Vald som nummer elva. - 2014: Travis Sanheim (Flyers) (2017–, B) Vald som nummer 17. - 2015: Ivan Provorov (Flyers) (2016–, B) Vald som nummer sju. - 2015: Travis Konecny (Flyers) (2016–, HF) Vald som nummer 24. - 2016: German Rubtsov (Har ännu inte spelat i NHL.) (, C) Vald som nummer 22. - 2017: Nolan Patrick (Flyers) (2017–, C) Vald som nummer två. - 2017: Morgan Frost (Har ännu inte spelat i NHL.) (, C) Vald som nummer 27. |